# Бурженез
Бурженез (фр. Bergueneuse) насеље је и општина у североисточној Француској у региону Север-Па д Кале, у департману Па де Кале која припада префектури Арас.
По подацима из 2011. године у општини је живело 208 становника, а густина насељености је износила 74,82 становника/km². Општина се простире на површини од 2,78 km². Налази се на средњој надморској висини од 130 метара (максималној 132 m, а минималној 64 m).

## Демографија
| 1962. | 1968. | 1975. | 1982. | 1990. | 1999. | 2011. |
| ----- | ----- | ----- | ----- | ----- | ----- | ----- |
| 220   | 226   | 252   | 243   | 239   | 241   | 208   |

График промене броја становника у току последњих година